# Jiří Brdečka
Jiří Brdečka (ur. 24 grudnia 1917 w Hranicach, zm. 2 czerwca 1982 w Pradze) – czeski pisarz (Lemoniadowy Joe), scenarzysta (Lemoniadowy Joe, Adela jeszcze nie jadła kolacji, Tajemnica zamku w Karpatach) i reżyser filmowy.

## Życiorys
Urodził się w Hranicach na Morawach. Pochodził z rodziny nauczycielskiej. Ukończył gimnazjum realne w rodzinnej miejscowości. Po maturze (1936) zdecydował się na studia na wydziale filozoficznym w Pradze. Po zamknięciu szkół wyższych za okupacji niemieckiej w 1939 został urzędnikiem w muzeum miejskim w Pradze. Potem imał się różnych zajęć. Był referentem do spraw druku w studiu Lucerna-film, następnie pracował w wytwórni filmów animowanych Pragfilm (1941-1942), od 1944 nazywanej Nacional-film. Po wyzwoleniu w 1945 został redaktorem gazety Lidové noviny. Od 1949 działał jako scenarzysta, dramaturg i reżyser. Był jednym z pierwszych pracowników studia „Bratři v triku”. Współpracował z Jiřím Trnką, Janem Werichem, a zwłaszcza z Oldřichem Lipským. Zmarł 2 czerwca 1982 w Pradze.
Miał córkę, Terezę Brdečkovą, która została dziennikarką, krytyczką filmową i pisarką.